# Zubovskya dolichocercata
Zubovskya dolichocercata är en insektsart som beskrevs av Huang, C. 1987. Zubovskya dolichocercata ingår i släktet Zubovskya och familjen gräshoppor. Inga underarter finns listade i Catalogue of Life.